# 15000 CCD
15000 CCD eller 1997 WZ16 är en asteroid i huvudbältet som upptäcktes den 23 november 1997 av Spacewatch vid Kitt Peak-observatoriet. Den är uppkallad efter tekniken Charge Coupled Device (CCD).
Asteroiden har en diameter på ungefär 3 kilometer och den tillhör asteroidgruppen Gefion.